# Uibaí
Uibaí, amtlich Município de Uibaí, ist eine Kleinstadt im brasilianischen Bundesstaat Bahia. Die Munizipalstadt liegt 536 km nordöstlich der Hauptstadt Salvador.
Die Gemeinde hat nach der Volkszählung 2010 13.625 Einwohner, die Uibaienser genannt werden. Sie steht nach Bevölkerungszahl an 271. Stelle in Bahia. Die Einwohnerzahl wurde nach der Schätzung des IBGE vom 1. Juli 2020 auf 13.891  Bewohner berechnet. Die Fläche beträgt gerundet 545,3 km²; die Bevölkerungsdichte liegt bei 24,7 Personen pro km².

## Geschichte
In der ersten Hälfte des 19. Jahrhunderts wurde das Innere Bahias durch Viehzucht und Goldgräberei erschlossen, wobei vorwiegend afrobrasilianische Sklaven herangezogen wurden. Dünn besiedelt, war das Gebiet zunächst ein Distrikt mit dem Namen Canabrava do Gonçalo, der am 30. November 1938 in Distrito de Uibaí umbenannt wurde und zur Munizipalstadt Xique-Xique (Chique-Chique) gehörte. Nach Gebietsreformen 1960 gehörte er zur Stadt Central. Am 22. September 1961 wurde der Ort zur Munizipalstadt Município de Uibaí, kurz Uibaí, durch Gesetz erhoben, am 7. April 1963 nach den notwendigen ersten Wahlen offiziell installiert und aus Central ausgegliedert,  Der Ort wurde Sitz des gleichnamigen Distrikts, der am 1. Januar 1979 in einen zweiten Distrikt, Hidrolândia, geteilt wurde.

## Lage
Die nächstgelegenen Orte sind im Uhrzeigersinn: Central, São Gabriel, Presidente Dutra Irecé, Lapão, Ibititá und Gentio do Ouro.

## Stadtverwaltung
Stadtpräfekt (Exekutive) ist nach der Kommunalwahl in Brasilien 2016 für die Amtszeit 2017 bis 2020 Ubiraci Rocha Levi des Partido Democrático Trabalhista (PDT), die Legislative liegt bei der Câmara Municipal, der Stadtverordnetenkammer. Der Ort ist gleichzeitig Sitz des gleichnamigen Distrikts.
Mit 18 weiteren Gemeinden bildete sie von 1989 bis 2017 die Mikroregion  Irecê, diese war eine von fünf Mikroregionen der ehemaligen Mesoregion Centro-Norte Baiano.

## Infrastruktur
Südlich von Poço herkommend führt die BA-434 nach Norden über Hidrolândia, nach Osten beginnt in Uibaí die BA-225 und führt nach Presidente Dutra. Der nächstgelegene Flugplatz liegt zwischen Irecé und Lapão.